# Broderick Crawford
William Broderick Crawford (Filadèlfia, 9 de desembre de 1911 - Rancho Mirage, 26 d'abril de 1986) va ser un actor estatunidenc.
Va obtenir l'Oscar al millor actor el 1949 pel paper de Willie Stark a All the King's Men de Robert Rossen, així com un Globus d'Or al millor actor dramàtic.

## Biografia
Actor versàtil, que va ser capaç d'interpretar gran quantitat de personatges diferents.
La seva carrera a la fama va començar a Broadway, on la seva interpretació de Lenny a l'obra De ratolins i homes de John Steinbeck, va fer que les productores cinematogràfiques es fixessin en ell per a la versió cinematogràfica, encara que el paper va ser per a Lon Chaney Jr..
Debuta en el cinema el 1937 amb Woman Chases Man, pel·lícula protagonitzada per Joel McCrea i Miriam Hopkins. Durant tot el final de la dècada dels trenta realitza papers de secundari compartint cartell amb grans estrelles del moment com Gary Cooper, Ray Milland o David Niven. D'aquesta època les seves pel·lícules més importants són Jungla en armes de Henry Hathaway o Beau Geste de William Wellman, ambdues protagonitzades per Gary Cooper.
En els quaranta, Crawford va créixer en el seu rol i comença a realitzar papers protagonistes. La seva primera pel·lícula com a protagonista era un melodrama musical titulat I Can't Give You Anything But Love, Baby d'Albert S. Rogell, encara que en la majoria de les seves pel·lícules continua sent un secundari, ja sigui de malvat, o d'escuder del protagonista. A finals dels 40 li arriba el seu èxit més gran amb la interpretació de Willie Stark a la pel·lícula All the King's Men de Robert Rossen, la pel·lícula basada en una novel·la de Robert Penn Warren va ser tot un èxit guanyant diversos Oscars entre els quals el de millor pel·lícula i el de millor actor que va recaure en Crawford.
A l'any següent, el 1950, Broderick Crawford protagonitza una altra de les seves pel·lícules més famoses, la comèdia Nascuda ahir, dirigida per George Cukor i amb Judy Holliday i William Holden com companys de repartiment.
En la dècada dels cinquanta protagonitza moltes pel·lícules, a més fa aparicions en papers secundaris encara que importants i comença a treballar en televisió, medi a què s'adaptarà perfectament, després de treballar en diferents sèries protagonitza la sèrie Highway Patrol que s'emetria durant quatre temporades.

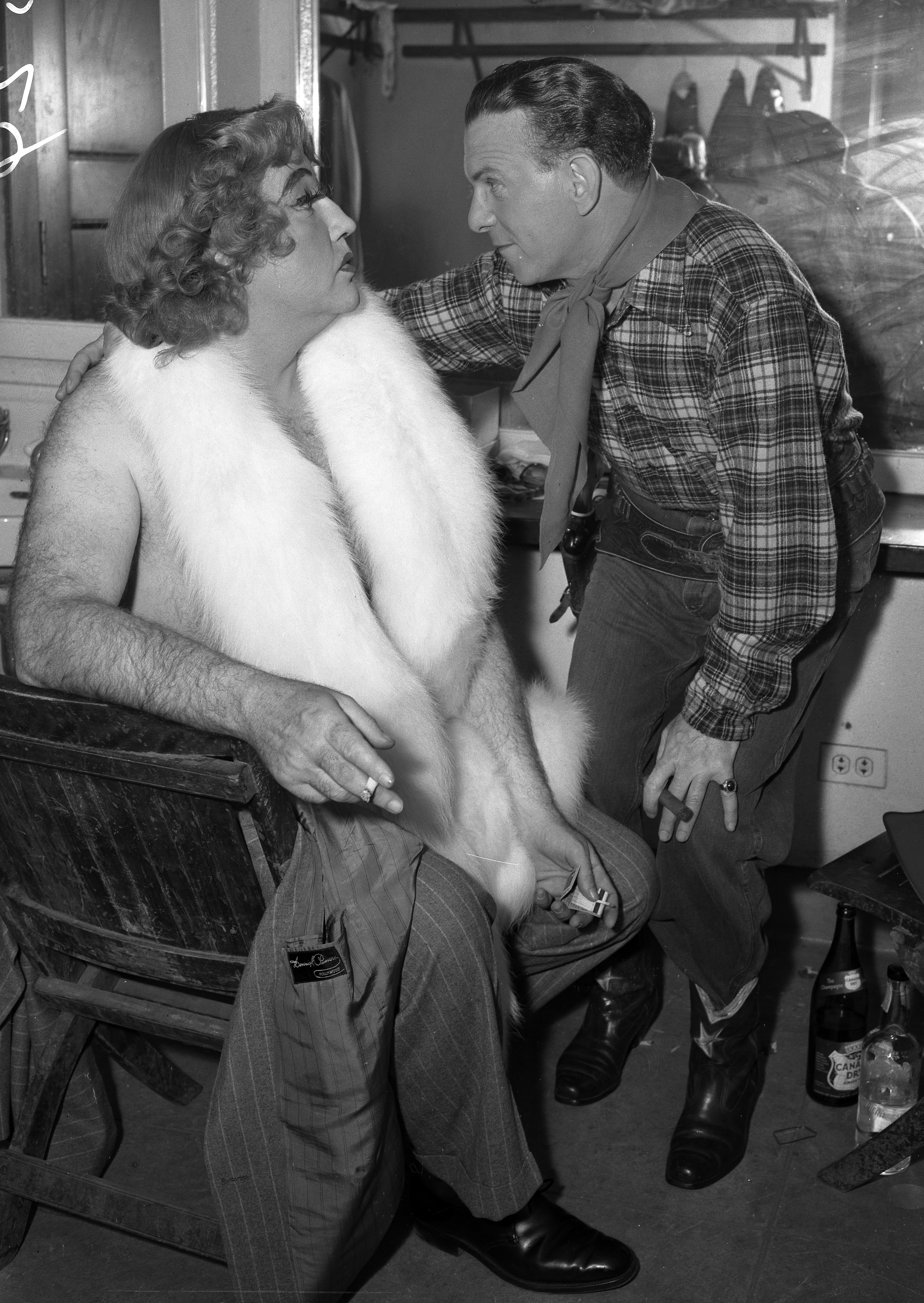
Crawford vestit de dona amb George Burns, al camerino de Friars Frolics a Los Angeles, 1950.

En les següents dècades es dedicarà a la seva carrera televisiva encara que mai no deixarà la seva carrera en el cinema, i continuarà apareixent en pel·lícules, si bé, no assoleixen el nivell de les pel·lícules que havia interpretat en els anys anteriors.

## Filmografia
- Woman Chases Man (1937)
- Start Cheering (1938)
- Ambush (1939)
- Sudden Money (1939)
- Undercover Doctor (1939)
- Beau Geste de William A. Wellman: Hank Miller (1939)
- Island of Lost Men (1939)
- La jungla en armes (The Real Glory) (1939)
- Eternament teva (Eternally Yours) de Tay Garnett: Don (1939)
- Amb les mateixes armes (Slightly Honorable) (1940)
- I Can't Give You Anything But Love, Baby (1940)
- When the Daltons Rode (1940)
- Seven Sinners de Tay Garnett: Edward Patrick 'Little Ned' Finnegan (1940)
- Trail of the Vigilantes (1940)
- The Texas Rangers Ride Again (1940)
- The Black Cat (1941)
- Tight Shoes (1941)
- Badlands of Dakota (1941)
- South of Tahiti (1941)
- North to the Klondike (1942)
- Butch Minds the Baby (1942)
- Larceny, Inc. (1942)
- Broadway (1942)
- Keeping Fit (1942)
- Men of Texas (1942)
- Sin Town (1942)
- The Runaround (1946)
- Black Angel (1946)
- Slave Girl (1947)
- The Flame (1947)
- Una vida plena (The Time of Your Life) (1948)
- Sealed Verdict (1948)
- Bad Men of Tombstone (1949)
- A Kiss in the Dark (1949)
- Night Unto Night (1949)
- All the King's Men de Robert Rossen: Willie Stark (1949)
- Cargo to Capetown (1950)
- Convicted de Henry Levin: George Knowland (1950)
- Nascuda ahir (Born Yesterday) (1950)
- Screen Snapshots: Hollywood Awards (1951)
- La banda (The Mob) (1951)
- Scandal Sheet (1952)
- Lone Star (1952)
- Stop, You're Killing Me (1952)
- L'últim comanxe (Last of the Comanches) (1953)
- The Last Posse (1953)
- Night People de Nunnally Johnson: Charles Leatherby (1954)
- Desig humà (Human Desire) de Fritz Lang: Carl Buckley (1954)
- Down Three Dark Streets (1954)
- Screen Snapshots: Hollywood Goes to Mexico (1954)
- Man on a Bus (1955)
- New York Confidential (1955)
- Big House, U.S.A. (1955)
- No seràs un estrany (Not as a Stranger) de Stanley Kramer: Dr. Aarons (1955)
- La trampa (Il bidone) de Federico Fellini (1955)
- The Fastest Gun Alive (1956)
- Between Heaven and Hell (1956)
- The Decks Ran Red (1958)
- La venjança d'Hèrcules (La vendetta di Ercole) (1960)
- Convicts 4 (1962)
- The Castilian (1962)
- No temas a la ley (1963)
- Square of Violence (1963)
- A House Is Not a Home (1964)
- Up from the Beach (1965)
- Mutiny at Fort Sharp (1966)
- Kid Rodelo (1966)
- The Oscar (1966)
- The Texican (1966)
- Tomahawk roig (Red Tomahawk) (1967)
- The Vulture (1967)
- The Yin and the Yang of Mr. Go (1970)
- Ransom Money (1970)
- Hell's Bloody Devils (1970)
- The Naughty Cheerleader (1970)
- Gregorio and His Angel (1970)
- Embassy (1972)
- El candidat (The Candidate) (1972)
- Terror in the Wax Museum (1973)
- Won Ton Ton, the Dog Who Saved Hollywood de Michael Winner (1976)
- Proof of the Man (1977)
- The Private Files of J. Edgar Hoover de Larry Cohen (1977)
- Una petita història d'amor (A Little Romance) (1979)
- Harlequin (1980)
- There Goes the Bride (1980)
- The Uppercrust (1982)
- Liar's Moon (1982)

## Premis i nominacions

### Premis
- 1950: Oscar al millor actor per All the King's Men
- 1950: Globus d'Or al millor actor dramàtic per All the King's Men